# Саранцыно
Саранцыно — деревня в Междуреченском районе Вологодской области.
Входит в состав Ботановского сельского поселения, с точки зрения административно-территориального деления — в Ботановский сельсовет.
Расстояние по автодороге до районного центра Шуйского — 41 км, до центра муниципального образования Игумницева — 9 км. Ближайшие населённые пункты — Сватилово, Лаврентьево, Марково.
По переписи 2002 года население — 8 человек.